# Hòn Đá Lửa
Hòn Đá Lửa là cụm đảo nhỏ ven bờ thuộc quần đảo Bà Lụa. Các đảo là núi đá vôi, đảo có diện tích lớn nhất khoảng 2,4 ha, đảo rộng thứ hai khoảng 2,2 ha, và nhiều đảo nhỏ khác. Cụm đảo cách bờ biển huyện Kiên Lương khoảng 2 km. Tên gọi Hòn Đá Lửa được dân địa phương đặt khi họ tìm thấy các hòn đá trên đảo va đập nhau có thể tạo ra lửa.
Đây là cụm đảo không người ở, các vùng nước gần đảo được ngư dân thuê của nhà nước để nuôi sò lông. Năm 2013, chính quyền tỉnh Kiên Giang đã ra lệnh cấm khai thác tài nguyên khoáng sản, vật liệu 97 địa điểm trong tỉnh, trong đó có Hòn Đá Lửa. Tháng 7 năm 2023, Lữ đoàn 962, Hải quân nhân dân Việt Nam tập trận bắn đạn thật trong vùng nước của đảo.

### Sách
- Anh Động (2010). Sổ tay địa danh Kiên Giang. Nhà xuất bản Đại học quốc gia Hà Nội. ISBN 9786046202912.